# ماتسودا، کاناگاوا
ماتسودا، کاناگاوا (به لاتین: Matsuda, Kanagawa) یک منطقهٔ مسکونی در ژاپن است که در Ashigarakami District واقع شده‌است. ماتسودا ۳۷٫۷۵ کیلومترمربع مساحت و ۱۱٬۵۹۵ نفر جمعیت دارد.